# Wałsnów (Grzegorzowice)
Wałsnów – przysiółek wsi Grzegorzowice w Polsce, położony w województwie świętokrzyskim, w powiecie ostrowieckim, w gminie Waśniów.
W latach 1975—1998 przysiółek administracyjnie należał do województwa kieleckiego.
Przez miejscowość przebiega droga wojewódzka nr 751 z Ostrowca Świętokrzyskiego do Suchedniowa. Przez wieś przechodzi  czarny szlak turystyczny z Nowej Słupi do Piórkowa.

## Historia
W XVI w. wieś była własnością Mikołaja Kochowskiego. W źródle z 1508 r. zapisana jako Welsznow. Nazwa może pochodzić od imienia pogańskiego bóstwa Welesa.